# Arroyo de la Invernada
Der Arroyo de la Invernada ist ein Fluss im Grenzgebiet von Brasilien und Uruguay. 
Er entspringt in der Cuchilla Negra und bildet bis zur Mündung des Arroyo Maneco die östliche Grenze des umstrittenen Gebiets Rincón de Artigas. Von dort fließt er, die Grenze der beiden Staaten bildend, nach Nordwesten, wo er als linksseitiger Nebenfluss in den an dieser Stelle ausschließlich brasilianisches Gebiet verlassenden Río Cuareim mündet, der fortan die Staatengrenze fortführt. Wichtigster Nebenfluss des Arroyo de la Invernada von uruguayischem Gebiet aus ist der Arroyo de la Charqueda. Von brasilianischer Seite aus ist dies der Arroyo de Florencio.